# Rorippa portoricensis
Rorippa portoricensis là một loài thực vật có hoa trong họ Cải. Loài này được (Spreng.) Stehlé miêu tả khoa học đầu tiên năm 1946.